# Blind Power
Blind Power (früher Radio Blind Power) ist ein Schweizer Verein, der eine Plattform für Audiodeskription, Sport und Kultur betreibt, wo unter anderem Fussballspiele der Super League live deskribiert werden.

## Geschichte
Blind Power entstand 1997 an der Blindenschule Zollikofen. Seit 2006 ist es ein eigener Verein, der ein Integrationsradio betreibt, bei welchem blinde, sehbehinderte und sehende Menschen zusammen Sendungen – sowohl für die eigene Audioplattform wie auch für andere Auftraggeber – produzieren. Neben dem Radiobetrieb setzt sich Blind Power für die Integration und Radio-Ausbildung von blinden und sehbehinderten Menschen ein.
Für die Saison 2016/17 übertrug Blindpower erstmals eine Live-Audiodeskription eines Fussballspiels pro gespielter Runde der Super League. Die Zusammenarbeit mit der Swiss Football League bewährte sich, so dass inzwischen vier von fünf Super-League-Spielen übertragen werden. Blind Power unterscheidet sich von herkömmlichen Angeboten der Schweizer Fussballclubs dadurch, dass neutral und nicht als Fan Radio kommentiert wird.